# Gerolstein
Gerolstein è un comune tedesco di 7 492 abitanti, situato nel land della Renania-Palatinato. Fa parte del Vulkaneifel ed è capoluogo della comunità amministrativa (Verbandsgemeinde) omonima.
Vi ha sede l'azienda produttrice di acqua minerale Gerolsteiner Brunnen.